# Karnup
Karnup är en del av en befolkad plats i Australien. Den ligger i kommunen Rockingham och delstaten Western Australia, omkring 46 kilometer söder om delstatshuvudstaden Perth. Antalet invånare är 770.
Runt Karnup är det ganska tätbefolkat, med 104 invånare per kvadratkilometer.. Närmaste större samhälle är Rockingham, omkring 13 kilometer nordväst om Karnup. 
Trakten runt Karnup består till största delen av jordbruksmark. Genomsnittlig årsnederbörd är 1 018 millimeter. Den regnigaste månaden är maj, med i genomsnitt 176 mm nederbörd, och den torraste är februari, med 9 mm nederbörd.